# Resolutie 1363 Veiligheidsraad Verenigde Naties
Resolutie 1363 van de Veiligheidsraad van de Verenigde Naties werd op 30 juli 2001 unaniem aangenomen door de VN-Veiligheidsraad, en richtte een comité op om toe te zien op de sancties die waren ingesteld tegen het Talibanregime in Afghanistan.

## Achtergrond
In 1979 werd Afghanistan bezet door de Sovjet-Unie, die vervolgens werd bestreden door Afghaanse krijgsheren. Toen de Sovjets zich in 1988 terugtrokken raakten ze echter slaags met elkaar. In het begin van de jaren 1990 kwamen ook de Taliban op. In september 1996 namen die de hoofdstad Kabul in. Tegen het einde van het decennium hadden ze het grootste deel van het land onder controle en riepen ze een streng islamitische staat uit.
In 2001 verklaarden de Verenigde Staten met bondgenoten hun de oorlog en moesten ze zich terugtrekken, waarna een interim-regering werd opgericht.

## Inhoud
Alle lidstaten werden herinnerd aan hun verplichting om de maatregelen uit de resoluties 1267 uit 1999 en 1333 uit 2000 betreffende de sancties tegen de Taliban na te leven.
Secretaris-generaal Kofi Annan werd gevraagd een comité op te richten om hierop toe te zien, de buurlanden van Afghanistan te helpen en schendingen te onderzoeken. Dat comité moest bestaan uit een waarnemingsgroep van vijf experts en een ondersteuningsteam van vijftien leden in Afghanistans buurlanden.

## Verwante resoluties
- Resolutie 1267 Veiligheidsraad Verenigde Naties (1999)
- Resolutie 1333 Veiligheidsraad Verenigde Naties (2000)
- Resolutie 1378 Veiligheidsraad Verenigde Naties
- Resolutie 1383 Veiligheidsraad Verenigde Naties

Lijst ·  1335 ·  1336 ·  1337 ·  1338 ·  1339 ·  1340 ·  1341 ·  1342 ·  1343 ·  1344 ·  1345 ·  1346 ·  1347 ·  1348 ·  1349 ·  1350 ·  1351 ·  1352 ·  1353 ·  1354 ·  1355 ·  1356 ·  1357 ·  1358 ·  1359 ·  1360 ·  1361 ·  1362 ·  1363 ·  1364 ·  1365 ·  1366 ·  1367 ·  1368 ·  1369 ·  1370 ·  1371 ·  1372 ·  1373 ·  1374 ·  1375 ·  1376 ·  1377 ·  1378 ·  1379 ·  1380 ·  1381 ·  1382 ·  1383 ·  1384 ·  1385 ·  1386